# Optische coherentietomografie

Optische coherentie-tomografie van een vingertop (hoornlaag) met zweetklierbuisjes; oppervlak 1 × 1 mm2, diepte ongeveer 0,6 mm.

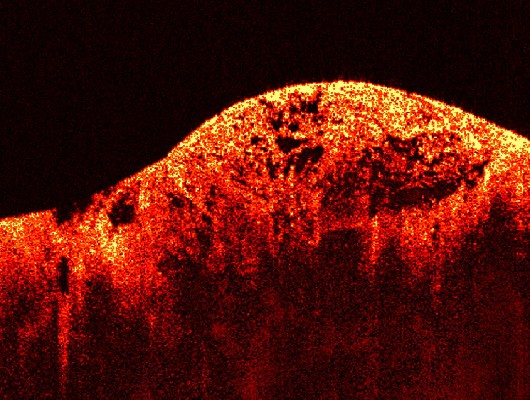
OCT van weefsel met rechts een sarcoom.

Optische coherentietomografie (OCT) is een onderzoekmethode voor deels reflecterende (opake) materialen, waarbij beelden (dwarsdoorsnedes) worden gevormd met behulp van een interferometer voor licht met een geringe coherentielengte. Vergeleken met concurrerende methoden is de indringdiepte (1-3 mm) in verstrooiend weefsel klein maar de diepteresolutie (0,5-15 μm) groot, bij een hoge meetsnelheid (20-300 kvoxel/s). De methode is te vergelijken met echografie, waarbij geluid wordt gebruikt in plaats van licht.
OCT wordt onder meer in de oogheelkunde gebruikt om het netvlies te onderzoeken. Resoluties van 10 µm zijn haalbaar, waarmee deze techniek kleinere details zichtbaar maakt dan echografie of MRI. De resolutie is vergelijkbaar met die van een zwakke microscoop. De methode kan beschouwd worden als een optisch equivalent van de echografie. De weerkaatste lichtgolven worden gebruikt om een dwarsdoorsnede van het weefsel te reconstrueren. De methode is non-invasief, dat wil zeggen dat er geen enkel materiaal of gereedschap in het lichaam wordt gebracht; er wordt dan ook geen incisie gemaakt. De enige voorbereiding bestaat uit het toedienen van pupilverwijdende druppels.
De belangrijkste voordelen van OCT zijn:
- rechtstreekse beelden van het inwendige van het weefsel, met bijna-microscopische resolutie
- geen voorbereiding van preparaten of van de patiënt nodig
- geen ioniserende straling.

## Werking

### Weerkaatst licht
OCT levert een hoge resolutie doordat het op licht is gebaseerd. Licht heeft een veel kortere golflengte dan (zelfs ultrasoon) geluid, zodat met licht een veel grotere resolutie wordt bereikt. Men schijnt een lichtbundel op het te onderzoeken weefsel. Doorgaans wordt het grootste deel van het licht verstrooid. Een deel van het licht dringt echter in het weefsel door en wordt op verschillende dieptes weerkaatst. Het weer opgevangen deel van het teruggekaatste licht wordt vergeleken met de oorspronkelijke lichtbundel. Het faseverschil hangt af van hoelang het licht onderweg is geweest. Hoe dieper in het weefsel het is teruggekaatst, des te langer is het onderweg, des te groter is het faseverschil. Het verstrooide licht wordt eruit gefilterd, en alleen met het weerkaatste licht wordt het beeld gereconstrueerd.

### Strooilicht
Om dit verstrooide licht eruit te filteren, wordt gebruikgemaakt van de coherentie van het licht. Alleen het gereflecteerde (dus niet het verstrooide) licht is voldoende coherent, dat wil zeggen dat er nog een vaste faserelatie met het invallende licht is. Het verstrooide licht is langs zoveel verschillende ‘omwegen’ teruggekomen, dat het vrijwel niet meer coherent is met de invallende bundel. In het OCT-systeem wordt een interferometer gebruikt om alleen het coherente deel van het terugkomende licht te detecteren. Met het overblijvende gereflecteerde licht wordt een beeld gevormd. De faseverschillen ten opzichte van de oorspronkelijke bundel worden gebruikt om de diepte te bepalen waar het licht weerkaatst is. De intensiteit bij dat faseverschil levert de helderheid van het beeld op die diepte. Door het monster te scannen, kan een beeld worden opgebouwd, vergelijkbaar met een radarsysteem of een sonarsysteem.

### Gebruik
OCT is een techniek die gebruikmaakt van een soort echopeiling, anders dan andere medische beeldvormingstechnieken, zoals computertomografie en MRI. Bij die technieken wordt vanuit verschillende richtingen gekeken en de daaruit voortkomende beelden worden gecombineerd om een driedimensionaal beeld te verkrijgen. OCT daarentegen kijkt slechts in één richting. Dat maakt deze techniek zo geschikt voor toepassing in de oogheelkunde: er hoeft alleen maar door de pupil te worden gekeken.
De OCT-techniek komt niet verder dan 1-2 mm onder het weefseloppervlak, doordat van grotere dieptes teruggekaatst licht te zwak is om er nog beelden mee te kunnen vormen.
Er is geen enkele preparatie of andere voorbehandeling nodig. Beelden worden gevormd zonder enige aanraking, er wordt door een transparant venster gekeken. De gebruikte laserstraling heeft een zeer laag vermogen en gebruikt veilig infrarood licht. Er is geen risico voor oogschade.

## Principe
OCT is gebaseerd op het principe van de witlichtinterferometer. De looptijd van een signaal wordt bepaald met behulp van een interferometer (meestal een Michelson-interferometer). Daarbij wordt de optische weglengte gemeten door vergelijking met de bekende optische weglengte van de referentiebundel van de interferometer.
De interferentie (optische kruiscorrelatie) van de signalen van beide bundels levert een patroon op waaruit de relatieve optische weglengte binnen een bepaald diepteprofiel (amplitude-mode scan) kan worden bepaald. In eendimensionale rasterprocedés wordt de straal vervolgens transversaal in een of twee richtingen geleid, waardoor een tweedimenionaal tomogram (brightness-mode scan) of een driedimensionaal volume (c-mode scan) kan worden opgenomen.
Het meest opvallende voordeel van OCT is dat de transversale (zijwaartse) en de longitudinale resolutie worden ontkoppeld. In de conventionele lichtmicroscopie hangen zowel axiale resolutie (diepte) als de transversale resolutie (overdwars) af van de focussering van de lichtstraal. De focusseerbaarheid wordt uitgedrukt in de numerieke apertuur. Bij OCT wordt de resolutie alleen beperkt door de bandbreedte van het gebruikte licht. Door de bandbreedte te vergroten worden kleinere details zichtbaar.

## Medische toepassingen

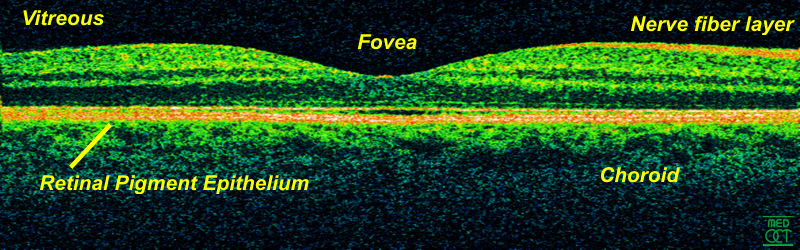
In-vivo-OCT-scan van een netvlies bij 800 nm en een axiale resolutie van 3 μm.

OCT wordt in de eerste plaats in de geneeskunde gebruikt, en wel vooral in de oogheelkunde, voor het vroegtijdig diagnosticeren van kanker, en voor huidonderzoek. Hier worden reflecties aan grensvlakken (zie ook Fresnelvergelijkingen) van materialen met verschillende brekingsindex (bijvoorbeeld tussen membranen, cellagen, orgaangrenzen, enzovoorts) opgemeten en wordt er een driedimensionaal beeld van gereconstrueerd. Een dergelijke reconstructie wordt een tomogram genoemd.

### Oog
De belangrijkste toepassing ligt in het onderzoek van de fundus (het achterste deel van het oog), omdat andere technieken daar vaak tekortschieten. De confocale microscoop kan bijvoorbeeld de fijne gelaagde structuur van het ongeveer 250-300 µm dikke netvlies slechts onvoldoende afbeelden doordat de pupil daar te klein voor is en de afstand tussen hoornvlies en netvlies te groot. Andere technieken zijn ongeschikt vanwege de hoge belasting van het menselijk oog, of worden door het glasachtig lichaam van het oog te veel beperkt (bijvoorbeeld ultrageluid met hoge resolutie). Juist hier is een meetmethode, waarbij aanraken van het oog niet nodig is, van onschatbaar voordeel, omdat de patiënt minder kans loopt op infectie en het onderzoek minder belastend is.

### Hart en vaten
Een nieuw toepassingsgebied voor OCT is de cardiovasculaire beeldvorming. Intravasculaire optische coherentietomografie is een nieuwe, op infrarood licht gebaseerde techniek die slagaders met een resolutie van 10-20 μm kan weergeven. De sonde wordt hierbij in het bloedvat (intravasculair) gebracht. Verschillende onderzoeken toonden aan dat met OCT zowel morfologie in de holte als in de wand van bloedvaten zichtbaar kan maken, zoals plaques, tromboses, dissecties en informatie over hoe groot de opening van de bloedvaten en eventuele stents is. Vergelijkend onderzoek met echografie en OCT liet zien dat OCT beter de structuur van de bloedvatwand laat zien, waardoor beginnende vernauwingen beter herkend kunnen worden.

## Axiale resolutie en bandbreedte
Na aanvankelijke experimenten met lichtbronnen met beperkte bandbreedte (enkele nanometers) kwamen relatief breedbandige lichtbronnen met hoge coherentie beschikbaar. De meeste van deze systemen waren gebaseerd op superluminescentiediodes met een bandbreedte van enkele tientallen nanometers (typisch 30 nm, komt overeen met een resolutie van 30 μm). Pas in 1997 slaagde men erin, een ultrahoge resolutie (>100 nm, overeenkomend met < 3 µm axiale resolutie) te bereiken, waardoor tomogrammen bijna vergelijkbaar waren met histologische coupes.
De dispersie in menselijk weefsel, en vooral in het glasachtig lichaam van het oog, verstoort de coherentie van beide bundels (??). Door een juiste balans tussen de dispersies in beide bundels kan de coherentie echter worden hersteld. De nauwkeurigheid van OCT met ultrahoge resolutie heeft geleid tot meer mogelijkheden in de oogheelkunde. Zo kunnen de kleinste veranderingen al in een vroeg stadium worden herkend, wat met andere methodes niet of slechts met moeite mogelijk was.
Door nieuwe ontwikkelingen op het gebied van de niet-lineaire optica wordt het mogelijk, lichtbronnen met andere golflengtegebieden en met nog grotere bandbreedte te ontwikkelen.
OCT verschilt van de hoekafhankelijke 3D-meetmethodes (waaronder de stereomicroscopie) door zijn geheel axiale dieptebepaling door gebruikmaking van een spectraal bereik (in plaats van een hoekbereik) en de daarmee samenhangende onafhankelijkheid van de openingshoek van het instrument.

## Meetmethodes

### Bemonsteringfrequentie
Hoe vaak wordt er met OCT naar het monster gekeken? In het tijddomein wordt het interferentiesignaal met willekeurig kleine intervallen bemonsterd. De bemonsteringfrequentie is echter niet van invloed op de resolutie. De kromme (??) wordt weliswaar nauwkeuriger gemeten, de kleinste breedte van het afzonderlijke signaal wordt echter niet kleiner. Wanneer de bemonsteringsfrequentie echter beneden tweemaal de draaggolffrequentie van het signaal komt, ontstaan aliasartefacten, volgens het bemonsteringstheorema van Nyquist-Shannon.

Signalen van TD- en FD-OCT

Via de fouriertransformatie bestaat er een verband tussen de autocorrelatie (kruiscorrelatie van een tijdsafhankelijk signaal met zichzelf) en het frequentiespectrum van een functie. Op grond van dit verband geldt in de optica een soortgelijke relatie tussen het optische spectrum en het interferentiesignaal. Daarom spreekt men enerzijds van het signaal in het tijddomein (TD) en anderzijds van het signaal in het frequentiedomein (FD). Dit betekent dat men hetzij de lengte van de referentiebundel verandert en de intensiteit van de interferentie continu meet zonder rekening te houden met het spectrum (tijddomein), hetzij de interferentie van de afzonderlijke spectrale componenten bepaalt (frequentiedomein). Dit procedé werd pas mogelijk toen snelle, gevoelige camera’s en snelle computers beschikbaar kwamen.
Het voordeel van de FD-methode is de eenvoudiger en snellere simultane meting. Hier kan simultaan de volledige informatie over de diepte worden verkregen zonder dat men bewegende delen nodig heeft. Dit verhoogt de stabiliteit en de snelheid. Men kan het verschil tussen de methodes ook zo zien dat TD-OCT op ieder meetpunt het totale vermogen van de referentie- en meetbundel moet opnemen, maar dat de interferentie slechts een klein deel daarvan omvat, waardoor de ruis van het totale signaal sterker kan zijn dan het benodigde interferentiesignaal.
Bij FD-OCT daarentegen wordt in ieder spectrale kanaal slechts het betreffende spectrale vermogen als achtergrond gemeten. Daardoor gaan alle storingen uit de andere spectrale gebieden verloren. Het benodigde dynamische bereik van de detector neemt dus af met het totale vermogen per kanaal. Zodoende is bij dezelfde gevoeligheid voor frequentiemetingen slechts een fractie van het vermogen nodig. FD-OCT heeft daardoor een veel hoger rendement dan TD-OCT. In principe is ook simultane meting in het tijddomein mogelijk, maar dat vereist niet-lineaire processen, die slechts bij relatief hoge lichtintensiteiten werken. Dat is echter in strijd met de hooggevoelige meting bij meetvermogens beneden het nanowattbereik.
De fouriertransformatie werkt echter in de complexe ruimte, waardoor beide methodes slechts dan gelijkwaardig zijn wanneer de complexe functies bekend zijn. Het uiteindelijke meetsignaal moet echter het verloop in de tijd van de reflectiviteit (dat wil zeggen, de absolute waarde van de intensiteit als functie van de tijd) weergeven, waardoor bij intensiteitsopnamen in het frequentiedomein en bij ontbreken van de complexwaardige informatie meerduidigheid kan optreden. Het resultaat is een „omklappen van het beeld” bij de conventionele FD-methode. Daar het imaginaire deel van de functie echter overeenkomt met een fasesprong van 90°, kan men de complexe functie realiseren door een extra meting met een over 90° (dus een kwart golflengte) verschoven referentiebundel, zodat men de volledige tijdsafhankelijke functie kan reconstrueren.

### Lijnbreedte en meetdiepte
De bemonsteringsfrequentie in het frequentiedomein is via de Fouriertransformatie gerelateerd aan de meetdiepte. Een hogere bemonsteringsfrequentie, bijvoorbeeld een hoger resolutie van een detector binnen hetzelfde spectrale gebied, vergroot dus het gebied waarbinnen meerdere objecten eenduidig van elkaar kunnen worden onderscheiden. Hier geldt echter weer dezelfde beperking als in het tijddomein: komt men beneden de lijnbreedte, dus het kleinst mogelijke frequentie-interval, dan is er geen informatie meer te behalen bij verhoging van de bemonsteringsfrequentie. (De lijnbreedte wordt beperkt hetzij door de lichtbron bij temporal encoding, hetzij door de afbeeldingsgeometrie en verstrooiingseffecten bij spatial encoding.)
Een lijnbreedte groter dan de bemonsteringsfrequentie leidt na de Fouriertransformatie tot een verminderde objectintensiteit in de buurt van de rand van het ruimtedomein. Bij een te lage bemonsteringsfrequentie ontstaan meervoudige beelden ook buiten de nulde orde van het ruimtedomein, dus het gebied in het midden waarvan de meetbundel en de referentiebundel even lang zijn. Bij een te lage bemonsteringsfrequentie worden zodoende objecten van buiten het meetbereik erin gespiegeld.